# Salvator (Schiff)
Das Schiff Der Salvator war ein Wismarer Kauffahrer, der zur Spanischen Armada 1588 zwangsrekrutiert wurde.
In der Liste der Schiffe der Spanischen Armada werden mehrfach Fahrzeuge genannt, bei denen ein geographischer Bezug erkennbar ist. An den schottischen und irischen Küsten werden Wracks der Armada erforscht, aber über die meisten Fahrzeuge der Armada ist nichts weiter bekannt. Schiffsnamen wie Barca de Hamburgo, Barca de Ancique (Bark von Danzig) oder Paloma Blanca (Polonia Blanca) verweisen auf die unterschiedliche Herkunft der gekauften, gemieteten oder konfiszierten Schiffe.
Unter dem Schiffer Otto Wilcken fuhr das Schiff 1587 nach Setúbal. Setúbal und Lissabon waren zu diesem Zeitpunkt die Anlaufhäfen für die sogenannte Baienfahrt, dem Handel mit Salz. Dort wurde das Schiff sofort zwangsverpflichtet. Am Armadazug nahm es als Versorgungsfahrzeug teil und hatte Soldaten und Mönche an Bord. Nach der geglückten Rückkehr in einen spanischen Hafen wurde es für eine Fahrt nach Brasilien unter spanischer Flagge ausgerüstet. Im Frühjahr 1590 gelang es dem Schiffer, sich von weiteren Verpflichtungen freizukaufen. Mit einer Ladung Baiensalz kam das Schiff am 8. November 1590 in Wismar an.
Das Schiff ist nach Wismarer Quellen ein 300 Lasten tragender Kraweel. Aus den zeitgenössisch publizierten Auflistungen der Spanischen Armada ist es ein 650 Tonnen großer, 230 Soldaten, 60 Seeleute und 30 Kanonen tragendes Schiff. In der Flotte stellte es das Schiff eines Vizeadmirals des Geschwaders. 